# Milo (Grecia)
Milo o Melo (in greco Μήλος?, Mìlos; in greco antico Μῆλος, Mêlos) è un'isola greca del Mar Egeo di origine vulcanica, che si trova nell'angolo sud-occidentale dell'arcipelago delle Cicladi.
Milo ha una lunga storia e conserva testimonianze minoiche, ellenistiche, romane e bizantine.
Amministrativamente è un comune della periferia dell'Egeo Meridionale (unità periferica di Milo). La maggior parte della popolazione di Milo abita nella parte nord-orientale dove si trovano i villaggi di Plaka (che è il capoluogo dell'isola), Tripiti, Pollonia, Triovasalos, Pera Triovasalos e Adamas, il porto principale dell'isola da cui partono e arrivano i traghetti. Il porto più piccolo (principalmente per la tratta Milo-Kimolo) è Pollonia. Il resto dell'isola è invece quasi privo di insediamenti umani, non ci sono strade asfaltate e a volte le spiagge sono raggiungibili solo dal mare.
Milos ha una popolazione di 5 129 persone (secondo il censimento del 2011). Molto meno abitata rispetto al 1907, quando sull'isola vivevano 17 638 abitanti, di cui 4 864 in villaggi e 12 774 al di fuori delle aree urbane.

## Geografia

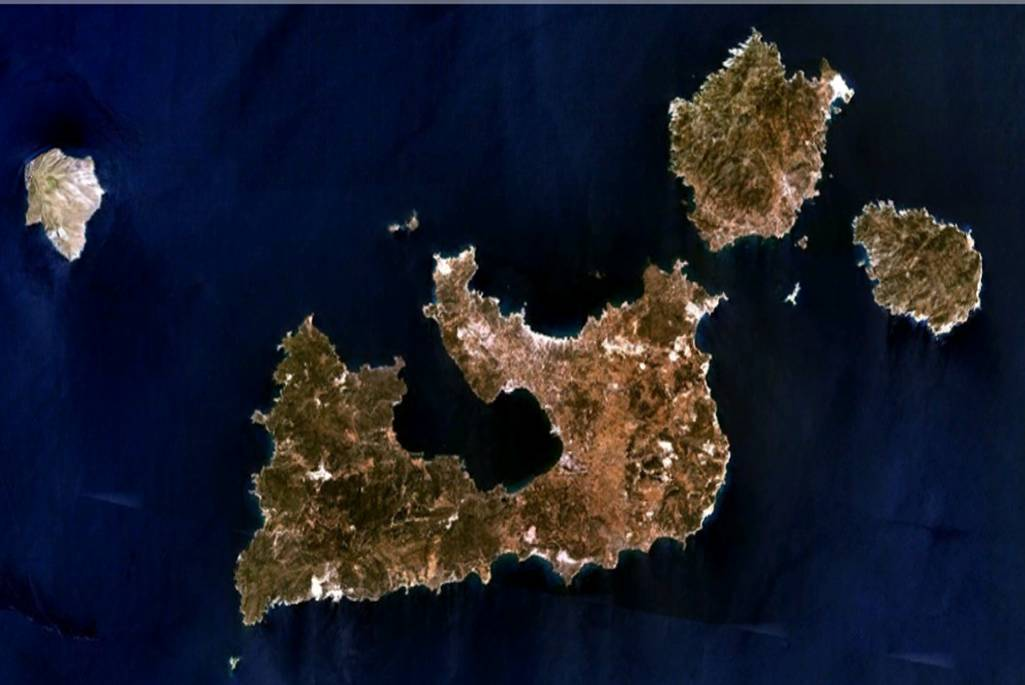
Milo vista dal satellite.

Milo è l'isola più a sud-ovest delle Cicladi, a 120 chilometri a est della costa della Laconia. Da est a ovest misura circa 23 km, da nord a sud 13 km e la sua area è stimata in 151 chilometri quadrati. Ha una forma a ferro di cavallo, formando così una grande baia naturale. La maggior parte dell'isola è aspra e collinosa. Il suo punto più alto è il Monte Profitis Elias a 748 metri (2 454 piedi) nella parte occidentale dell'isola. Lo segue il Monte Chondro (636 m), poco distante dal primo. L'isola, come tutto il resto delle isole Cicladi, è di origine vulcanica, facente parte dell'arco vulcanico dell'Egeo meridionale, con tufo, trachite e ossidiana tra le sue rocce ordinarie. La baia naturale è la cavità del cratere principale che, con una profondità che diminuisce da 130–55 m, colpisce da nord-ovest in modo da separare l'isola in due parti abbastanza uguali, con un istmo non più largo di 18 km. È una delle più grandi baie naturali della Grecia. In una delle grotte sulla costa meridionale, il calore del vulcano è ancora eccezionale e sulla sponda orientale dell'isola ci sono calde sorgenti solforose.
Milo è un'isola vulcanica attiva e la sua unicità la rende unica nei paesaggi con diversi tipi di rocce studiate da scienziati di tutto il mondo. Le più grandi isole vicine sono Kimolo 1,6 km a nord-est, Antimilos 20 km a nord-ovest e Polyaigos, 2 km a ovest.

### La parte occidentale dell'isola
La metà occidentale dell'isola è la parte più selvaggia e più affascinante dell'isola. Qui non ci sono villaggi, solo alcuni insediamenti e alcune vecchie miniere, di cui solo una di pozzolana è tuttora in funzione. In questa parte dell'isola non ci sono strade asfaltate ma solo strade bianche e sentieri. Il lato sud-occidentale di Milo è un habitat della foca mediterranea mentre il resto della parte occidentale dell'isola è un habitat della vipera rossa di Milo (Macrovipera schweizeri) e della lucertola (Podacris milensis). Nell'area Natura2000 vi è il litorale e il lago di Achivadolimni, che un tempo era pieno di vongole e altri molluschi, da qui il suo nome (Αχιβαδα= mollusco Λίμνη= lago), oggi è la più grande zona umida naturale delle Cicladi, un'importante stazione di uccelli migratori. Nella parte occidentale di Milo ci sono un certo numero di piante, erbe e fiori selvatici e uccelli protetti come la Mavropetritis, una rara specie migratrice di falco.

### La parte orientale dell'isola
La metà orientale è contraddistinta dall'altipiano di Plaka, il capoluogo comunale, e le altre maggiori località, la costa nord (famosa per la varietà e la bellezza delle spiagge di Fyropotamos, Sarakiniko, Papafrangas e Kapros), il paese di Pollonia, nell'estremità nord-est, a poca distanza da Kimolo e la catena montuosa della costa orientale (dove ci sono le miniere di bentonite). Altri siti minerari si trovano nella punta nord-ovest della parte orientale dell'isola, a Trachilas e nella parte sud, a Tsigrado e Fyriplaka (miniere di perlite)

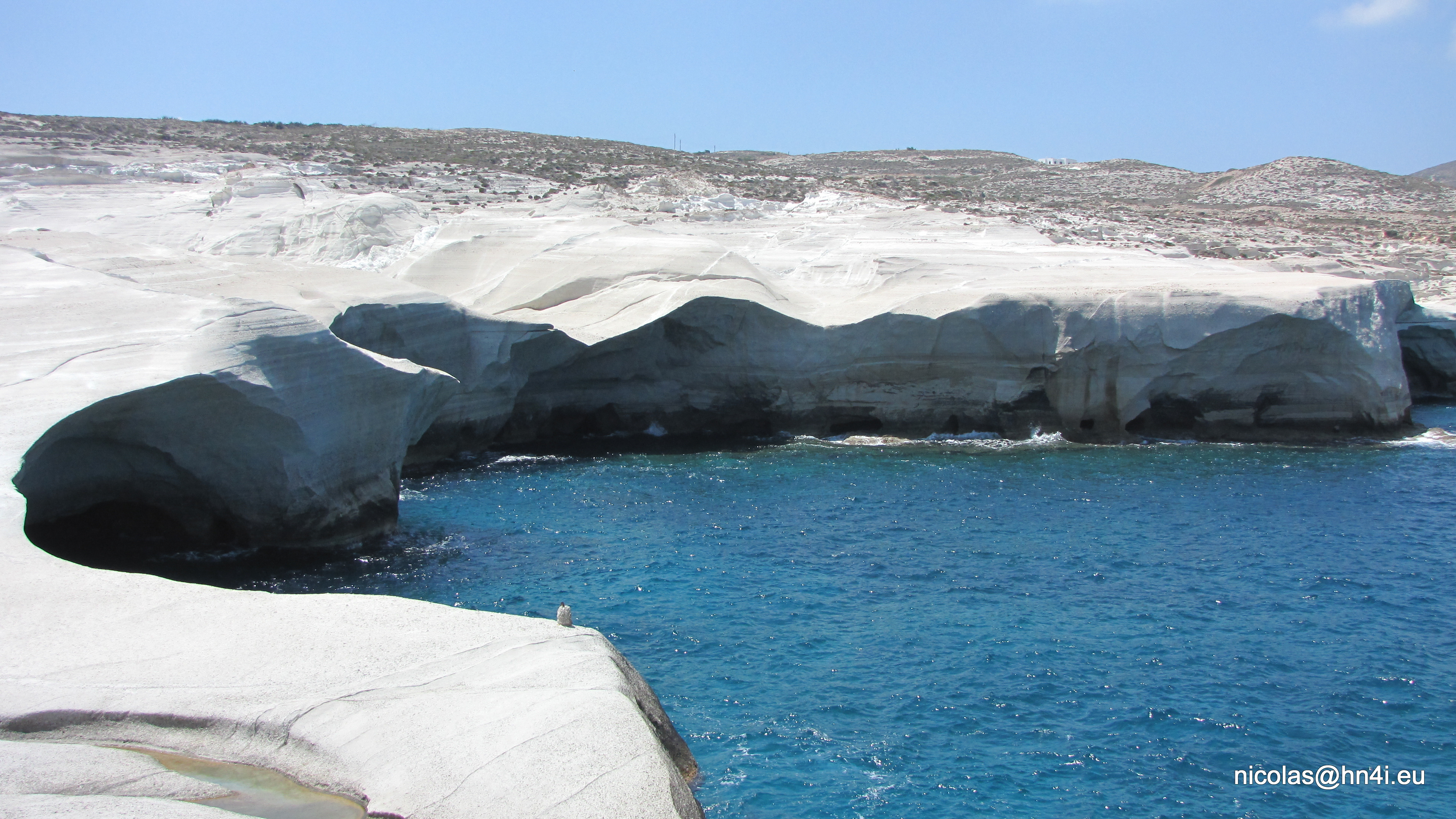
Le scogliere di Sarakiniko

La città portuale è Adamantas; dal porto si sale fino all'altopiano, su cui si trovano Plaka, il capoluogo, Kastro, che sorge su una collina sopra di esso, e altri villaggi, come Tripiti, Triovasalos, Pera Triovasalos e Katifora. L'antica città di Milo era più vicina all'ingresso del porto di Adamas e occupava il pendio tra il villaggio di Trypiti e l'attuale villaggio dei pescatori di Klima. In questo sito sono state trovate numerose opere d'arte, in particolare la Venere di Milo, oggi conservata al Museo del Louvre di Parigi.

### Antimilos
Antimilos, che si trova a 21 km a nord-ovest di Milo, è un'isola rocciosa disabitata, formata di trachite. Spesso viene chiamata dai locali col nome di Erimomilos (Milos deserta). Anch'essa fa parte del territorio comunale, assieme agli isolotti di Glaronisia, Korakonisi, Kalogeros, Arkadi, Akrathi, Paximadi e Puntes.

## Geologia

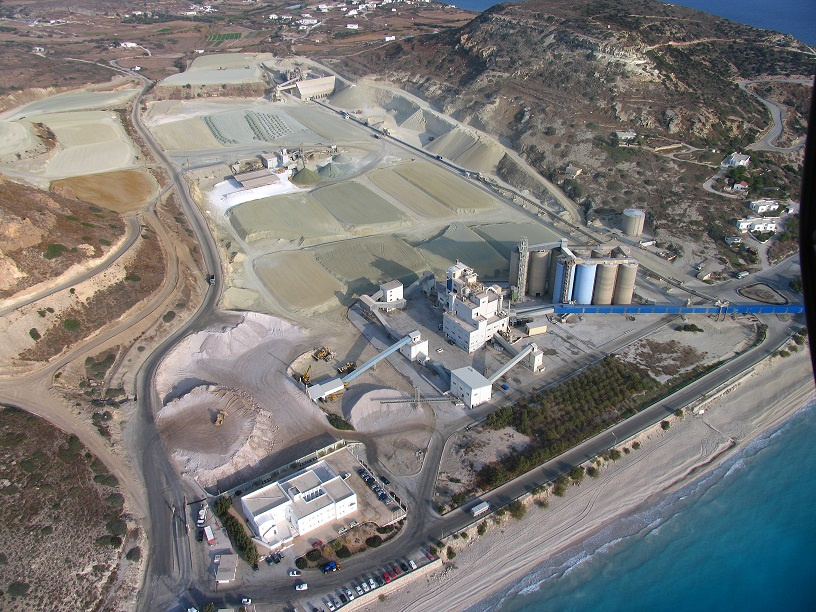
L'impianto di estrazione di Voudia

L'isola di Milo è stata creata dall'attività vulcanica che ha avuto luogo in passato. Le rocce vulcaniche coprono gran parte dell'isola. L'attività vulcanica è iniziata 2-3 milioni di anni fa e si è fermata 90.000 anni fa. Sull'isola ci sono due vulcani estinti, il vulcano di Fyriplaka e il vulcano di Trachilas, zone in cui oggi sono stati creati dei siti minerari.
Sull'isola ci sono molte strutture vulcaniche, come il Kastro di Plaka, e la vetta più alta dell'isola, il Profitis Elias. Essi sono costituiti da roccia vulcanica che si è solidificata prima di essere versata. Sono principalmente composti di andesite. Le rocce vulcaniche di Sarakiniko sono bianche e sono state create dalla deposizione di strati ripetuti di materiale. All'interno sono stati trovati fossili.
Un'altra caratteristica speciale di Milo è la presenza di solfati e fumarole attivi con una temperatura che arriva fino a 100 gradi Celsius. come per esempio ad Agia Kyriaki, Paleochori, Pyromeni e Adamas. In questi luoghi fuoriescono gas dall'interno della Terra (vapori). La presenza di zolfo è forte in queste aree. Ci sono anche vapori sottomarini, dove il gas raggiunge la superficie sotto forma di bolle. Inoltre, a Milo ci sono sorgenti termali, con temperature fino a 55 °C.

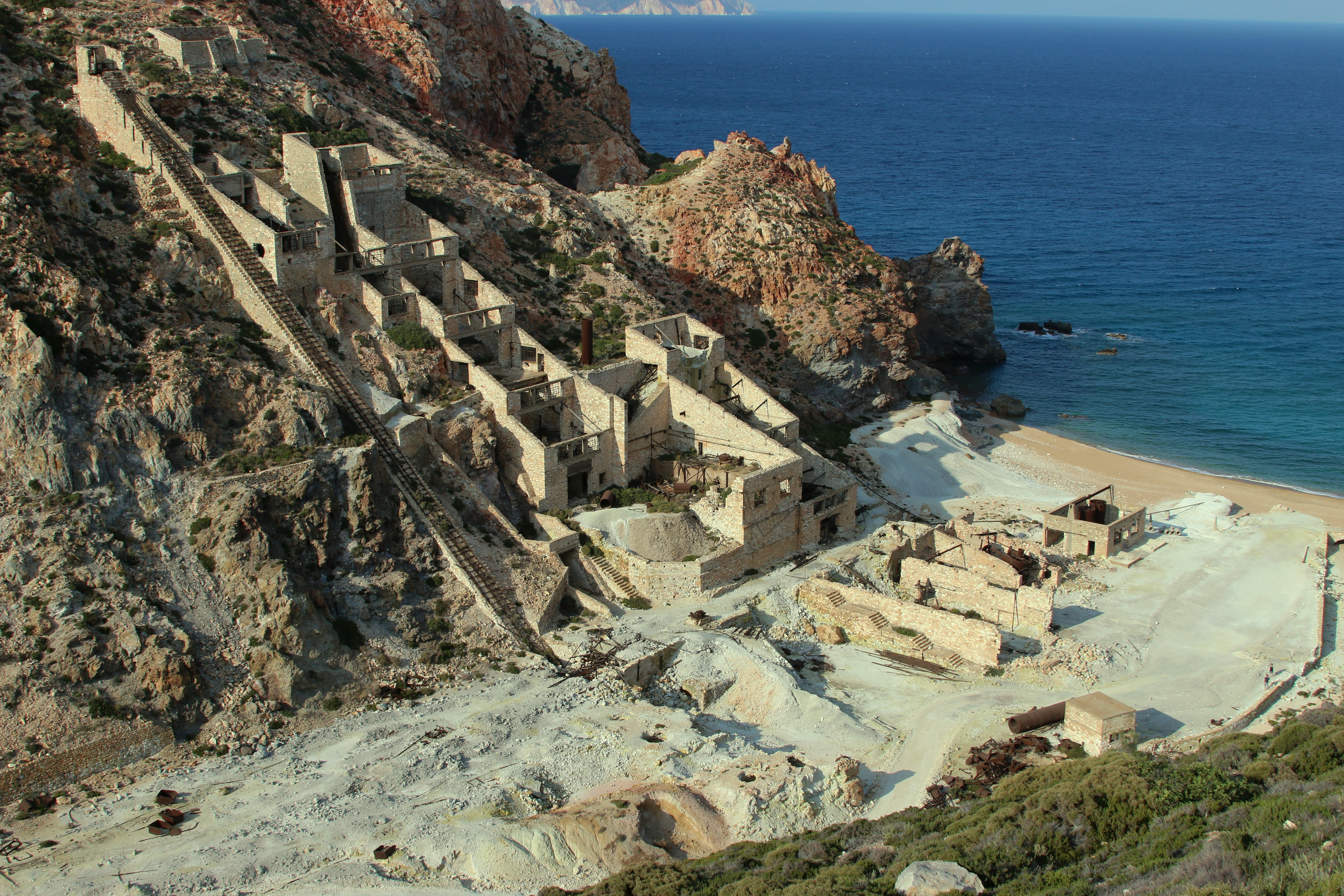
Le miniere abbandonate di zolfo di Thirychia (Θειρυχεία)

Sull'isola erano presenti miniere di zolfo, adesso in stato di abbandono dal 1958. Oggi è un campo fertile per la costruzione di impianti idrotermali, poiché il vapore è stato trovato a una profondità di 1 100 metri, ma gli isolani si sono sempre opposti alla costruzione di tali complessi.
Oltre ai materiali vulcanici, ci sono rocce sedimentarie e metamorfiche sull'isola.

### Ricchezza mineraria
Milo ha una significativa ricchezza di minerali, principalmente minerali industriali. Bentonite, perlite, pozzolana e piccole quantità di caolino e silicato vengono estratti a Milo ed esportati in tutto il mondo. In passato, a Milo venivano estratte la barite (fino al 2000), lo zolfo (fino alla metà del 20º secolo), le macine (fino all'inizio del 20º secolo), il manganese e il gesso. 
Nell'antichità, la "Terra di Milo", una sostanza composta principalmente di caolino, veniva utilizzata come tintura dagli artisti per produrre vernice bianca, con l'esempio tipico del pittore Apelle che usò la terra di Milo come uno dei quattro i suoi colori di base. 

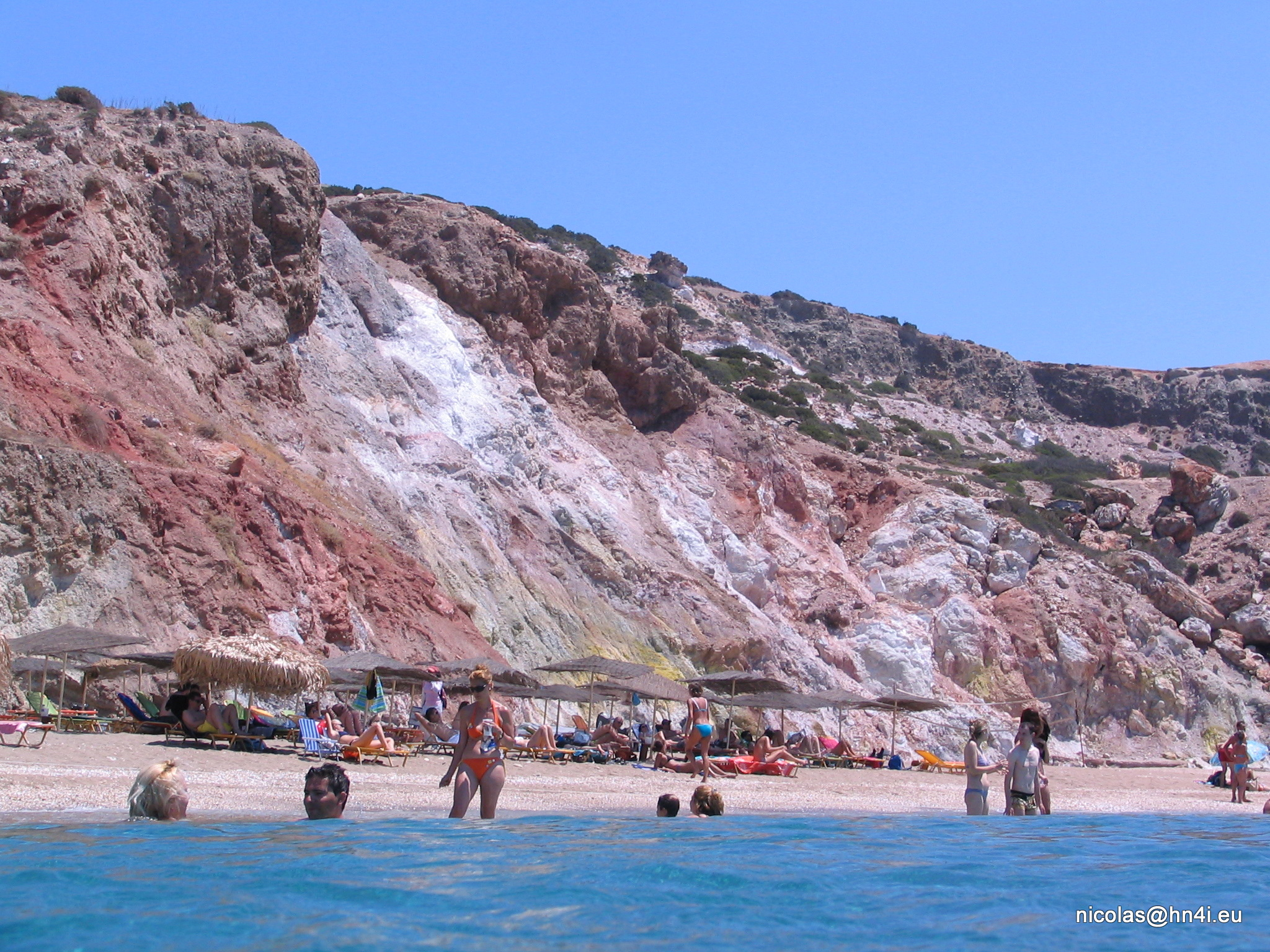
La spiaggia di Paliochori

Milos era una fonte di ossidiana che veniva usata per fabbricare strumenti di pietra durante il Neolitico in tutta la regione intorno all'Egeo e generalmente nel bacino del Mediterraneo.

### Geotermia
Inoltre, nel complesso insulare di Milo-Kimolo-Polyaigos, è stato identificato il primo campo geotermico ad alta temperatura nel paese, che può generare elettricità. Il potenziale geotermico sfruttabile di Milos di 120 MWe. Questa stima ha portato alla costruzione della prima centrale pilota da 2 MW. Questa unità, che fu messa in funzione il 4 dicembre 1986, inizialmente funzionò normalmente e coprì completamente il consumo di elettricità dell'isola per due anni. Sfortunatamente, l'inesperienza nel produrre questa forma di energia negli anni '80, ha portato a errori che avevano una pubblicità sproporzionatamente grande, negativa, in relazione alle conseguenze reali. Ciò ha provocato reazioni locali, a causa del forte odore di idrogeno solforato nell'area di sfruttamento, nelle vicinanze di Kavana, località poco distante da Adamas. Sotto la pressione di queste reazioni, la centrale geotermica di Milo fu dismessa nel 1989.

## Storia

### L'eta dell'ossidiana e del bronzo
Milo fu una delle prime isole delle Cicladi a essere abitata. Secondo la mitologia greca, il primo abitante dell'isola fu Milos, un discendente di una famiglia reale, che fu inviato sull'isola dalla dea Afrodite. 

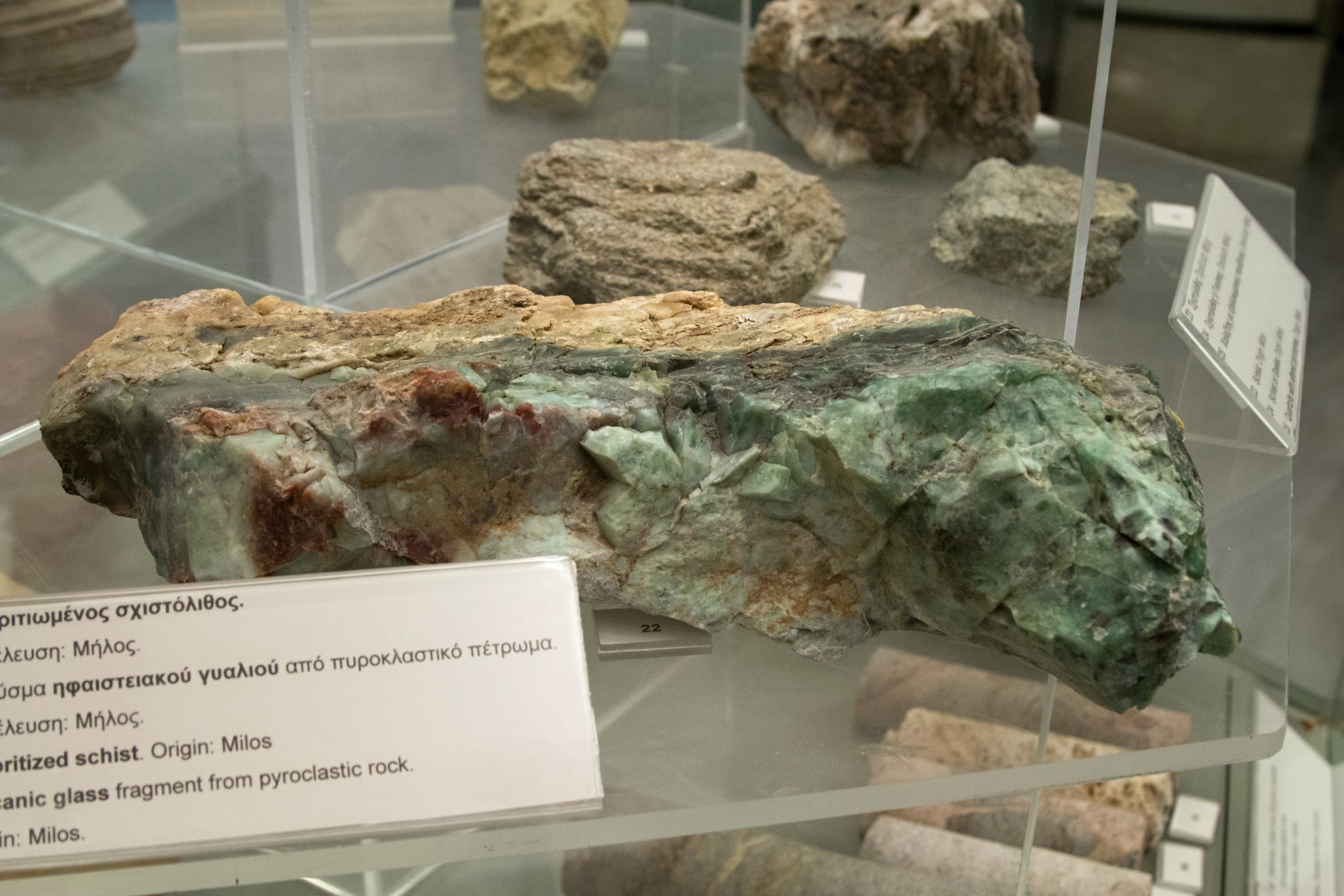
Un frammento di ossidiana, conservato al Museo minerario di Milos ad Adamas

Nell'antichità, Milo fiorì grazie alla sua ricchezza mineraria. L'isola è stata abitata fin dall'età neolitica (VIII millennio a.C.) e ben presto divenne ricca grazie alla pietra di ossidiana, una roccia vulcanica nera e molto dura che i Meli usavano per fabbricare armi e strumenti per la caccia e la pesca. Gli abitanti si erano anche impegnati nel commercio di esportazione, poiché l'ossidiana di Milo è stata trovata nel Peloponneso, a Creta, a Cipro e persino in Egitto. La posizione di Milo, tra la Grecia continentale e Creta ne fecero un importante centro delle prime civiltà egee. Milos perse la sua importanza nella fabbricazione di armi quando il bronzo divenne il materiale preferito per la fabbricazione di armi.
I primi abitanti dell'isola furono probabilmente fenici o cari. Il primo insediamento fu creato a Fylakopi nell'età del bronzo quando l'estrazione dell'ossidiana era in declino, i primi abitanti furono infatti dei pescatori di tonno. Gli scavi sulla costa nord-est dell'isola condotti dalla British School of Athens nel 1896 hanno rinvenuto un muro di ispirazione minoica chiamato "Sala dei Pilastri" con frammenti di affreschi. Il famoso affresco del pesce volante è stato trovato tra le rovine della Sala dei Pilastri. Allo stesso tempo, altri insediamenti apparvero a Pilos, Kalogries e Agios Panteleimonas. Essi furono scoperti principalmente grazie alle loro necropoli. Le tombe sono trapezoidali a forma di scatola con piastre verticali sui lati, in cui il defunto veniva sepolto in una posizione timida.

### L'età dorica
Il primo insediamento dorico di Milo risale al I millennio a.C. I dorici sono il gruppo etnico a cui appartenevano gli Spartani, ma i coloni dorici di Milo si sono presto resi indipendenti, prendendo il nome di Meli. I Meli fondarono una città il cui sito si trova sulla sponda orientale della baia, a sud-ovest dell'attuale frazione di Tripiti.

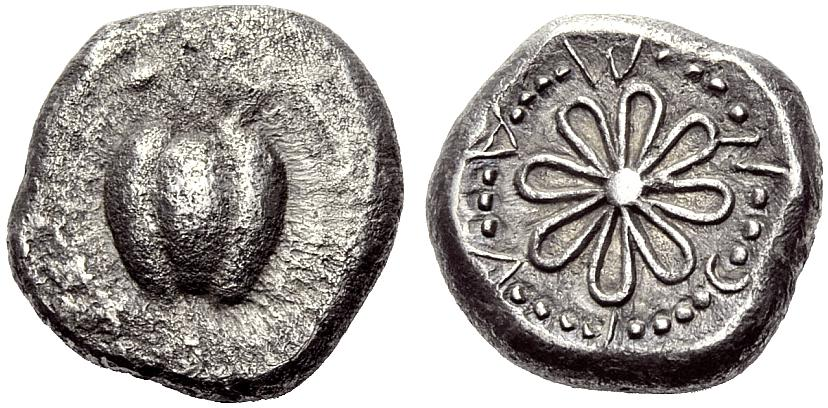
Lo statere di Milo, con l'incisione della mela, simbolo associato all'isola. V secolo a.C.

Dal VI secolo a.C. fino all'assedio del 416 a.C., Milo emise il proprio conio, secondo lo standard di peso milese: la moneta di base era lo statete che pesava poco più di 14 grammi. Milo era l'unica isola nel Mar Egeo a utilizzare questo standard. La maggior parte delle monete coniate portava l'immagine di una mela, che è un gioco di parole perché l'antica parola greca per "mela" (mêlon) suonava simile al nome dell'isola. Le monete portavano spesso anche il nome del suo popolo: ΜΑΛΙΟΝ (Malion) o qualche sua abbreviazione.
Nel VI secolo a.C., anche i Meli avevano imparato a scrivere e redigere documenti ufficiali utilizzando una variante arcaica dell'antica scrittura greca che esibiva influenze cretesi o teraiche. Questa scrittura fu scartata dopo l'assedio del 416 a.C. da parte degli Ateniesi nella Guerra del Peloponneso.
A partire dal 470 a.C. e finendo con l'assedio del 416 a.C., i Meli esportarono rilievi in terracotta, che erano tipicamente usati come ornamenti per porte o cassapanche e rappresentavano scene della mitologia greca.
Durante la seconda invasione persiana della Grecia nel 480 a.C., i Meli si rifiutarono di sottomettersi alla Persia e contribuirono con due navi da guerra allo sforzo bellico greco, che furono usate nella battaglia di Salamina. Dopo la battaglia, i Meli tornarono al loro tradizionale isolazionismo. 

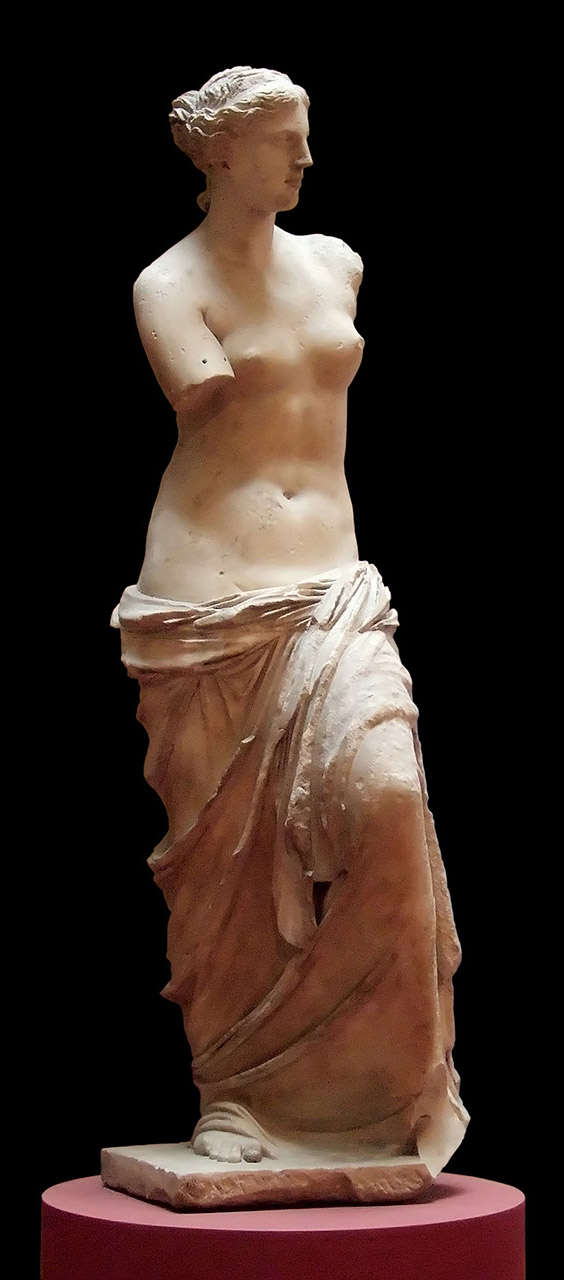
La Venere di Milo

### Assedio e conquista ateniese
L'isola di Milo fu la protagonista, suo malgrado, di una brutale occupazione risalente al V secolo a.C., all'epoca della guerra del Peloponneso (431-404 a.C.). Le motivazioni dell'episodio in questione sono differenti, se ci atteniamo a Isocrate oppure a Tucidide: secondo il primo, l'isola di Milo era uno tra i tanti alleati di Atene prima della guerra, dalla quale però si sarebbe un po' per volta allontanata, giungendo addirittura a fornire aiuto a Sparta; secondo Tucidide, invece, Milo non era mai stata alleata di Atene, ma poiché ne era molto vicina, la città egemone, per motivi di sicurezza propria, avrebbe voluto attirarla nella propria orbita, scontrandosi però con l'indecisione degli isolani.
Qualunque fosse la realtà, pare che Atene abbia inviato più di una ambasceria per tentare di convincere i Meli, ma che, di fronte alla loro opposizione, sia giunta alla conclusione che la situazione poteva essere risolta solo dalla forza: nell'anno 416 a.C., un anno di pace nella guerra con Sparta (vista la pace di Nicia del 421 a.C.), inviò la sua potentissima flotta contro la piccola isola. Dopo un assedio durato molto più a lungo di quanto la stessa Atene si aspettasse, l'isola fu costretta alla resa, e Atene applicò una "punizione" spietata: tutti i maschi adulti furono uccisi e la restante popolazione fu ridotta in schiavitù; pare che anche Alcibiade spingesse per questa soluzione drastica.
Lo storico Luciano Canfora, nel suo volume Il mondo di Atene, sembra sposare la tesi di Isocrate, senza però modificare la critica severa al comportamento di Atene.

### L'età ellenistica
Filippo II di Macedonia con la vittoria conseguita nella Battaglia di Cheronea (338 a.C.) divenne Signore della Grecia e le Cicladi. Durante lo stesso periodo, Milo e la vicina Kimolo erano in conflitto sul controllo di diverse piccole isole come Polyaigos, Heterea e Libea (le ultime due sono probabilmente le attuali isole disabitate di oggi di Agios Efstathios e Agios Georgios). Queste dispute territoriali in passato potevano essere risolte solo attraverso la guerra. Ma le due comunità decisero di risolvere in maniera pacifica la disputa tramite l'intervento del tribunale della città di Argo, nel Peloponneso. Alla fine, i giudici argivi decretarono che le isole contese appartenevano a Kimolo. Tuttora le aree comunali dei comuni di Milo e Kimolo rispettano questo verdetto, decretato quasi 2 300 anni fa.
Fino al 311 a.C. Milos appartiene alla Macedonia e poi all'Egitto. La libertà e la sicurezza dei mari, grazie alla potente flotta di Tolomeo, offrirono l'opportunità di un nuovo sviluppo economico dell'isola, che ha contribuito al fiorire delle arti. La famosa statua della Venere di Milo (oggi conservata al Museo del Louvre, a Parigi) e l'imponente Poseidone di Milo, alta 2,50 m (conservato al Museo archeologico nazionale di Atene) sono esempi rappresentativi di questa nuova prosperità.

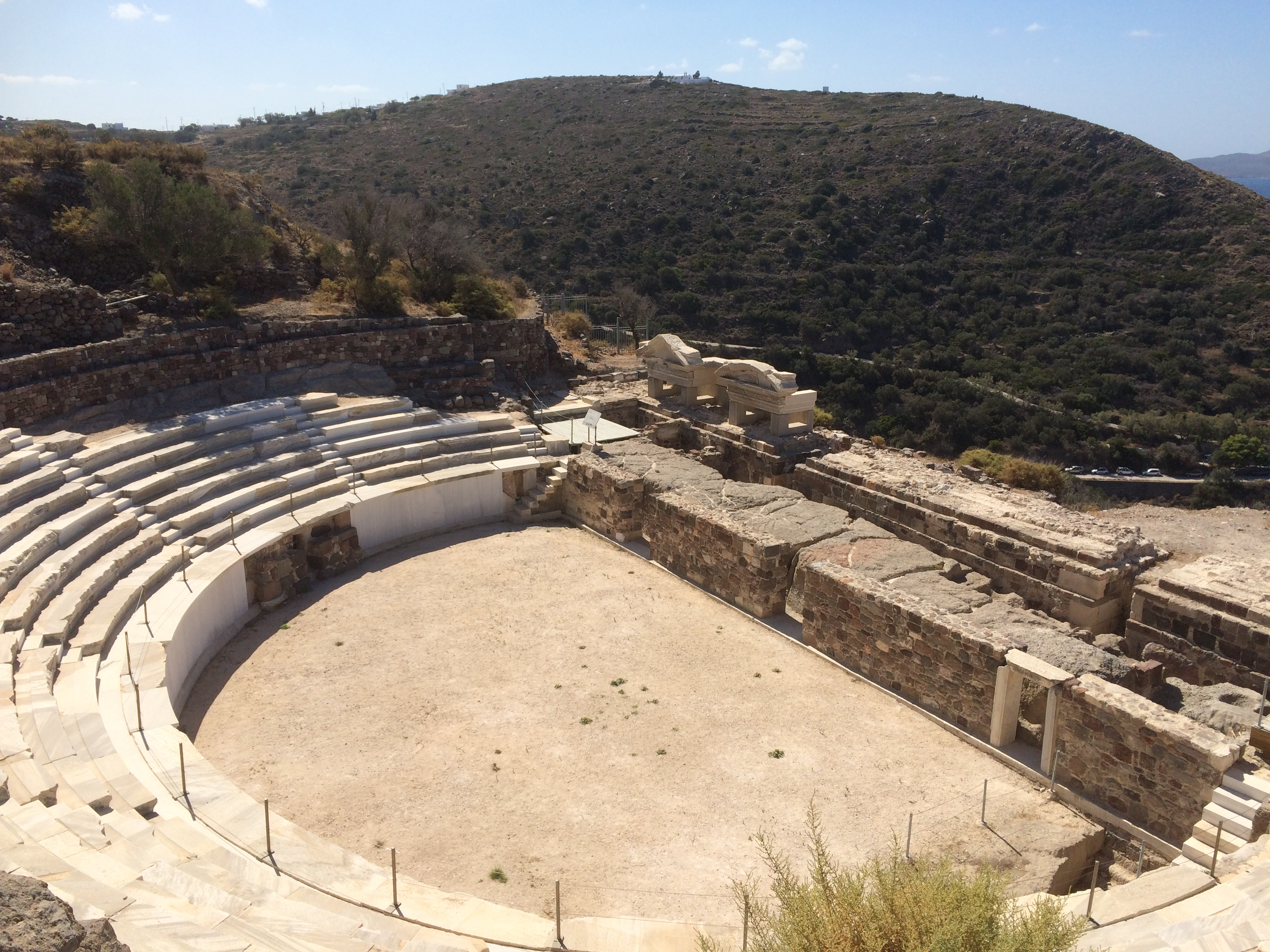
Il teatro romano nel sito archeologico dell'antica Milo, vicino a Tripiti

### L'eta romana e cristiana

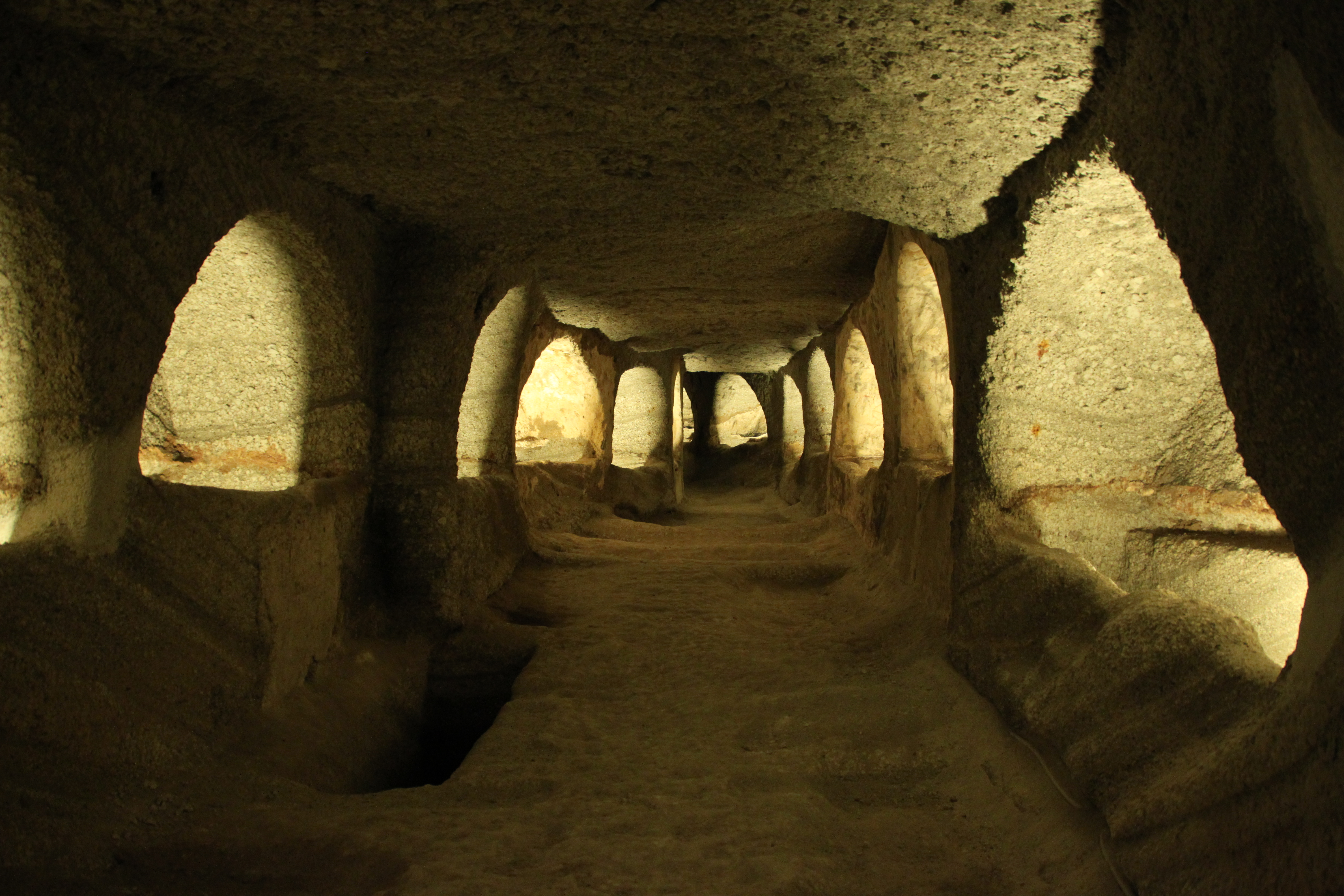
Le catacombe cristiane di Tripiti

Durante l'epoca romana l'isola continuò a fiorire e a prosperare. Le prove epigrafiche chiariscono che fino alla fine del II secolo - inizi del III secolo a.C. vi era un gran numero di cittadini ricchi molto attivi nella comunità. Essi infatti si sarebbero fatti carico delle spese di riparazione degli edifici pubblici, un fenomeno osservabile in molte altre isole dell'Egeo. L'antica Milo sotto la dominazione romana fu adornata con un teatro in marmo, ancora oggi ben conservato. Nel frattempo a Milo, come risulta dalle antiche catacombe, sembra che si sia istituita una folta comunità cristiana, che si pensa possa risalire persino al I secolo d.C. Le catacombe, che si trovano vicino a Tripiti e non troppo distanti dal sito dell'antica Milo, sono le più grandi della Grecia e alcune delle più notevoli al mondo. Le catacombe erano già note ai locali col nome di "cava dei Greci". Nel 1844 furono visitate dall'archeologo tedesco Ludwig Ross su richiesta dell'allora ambasciatore austriaco ad Atene Anton von Prokesch-Osten. Egli descisse nel suo libro "Inselreisen" le sue impressioni sulle catacombe, affermando che fossero già state ampiamente saccheggiate nel corso dei secoli. A seguire le indagini archeologiche furono l'archeologo francese Bajet nel 1887 e dal greco Georgios Lambrakis nel 1907.

### L'occupazione veneziana e il Ducato di Nasso
L'Impero bizantino fu sciolto dai Franchi, in particolare dai Veneziani, che parteciparono alla Quarta Crociata (1204). Al suo posto, l'Impero latino fu creato con Costantinopoli come capitale. Milos non ha partecipato con la maggior parte delle isole Cicladi al Partitio Terrarum Imperii Romaniae, con il quale è stata effettuata la distribuzione finale tra i vincitori. Le isole Cicladi erano ambite dai veneziani, che le conoscevano da molti anni, e l'assenza delle isole nella distribuzione aiutò i veneziani a carpirle facilmente. 

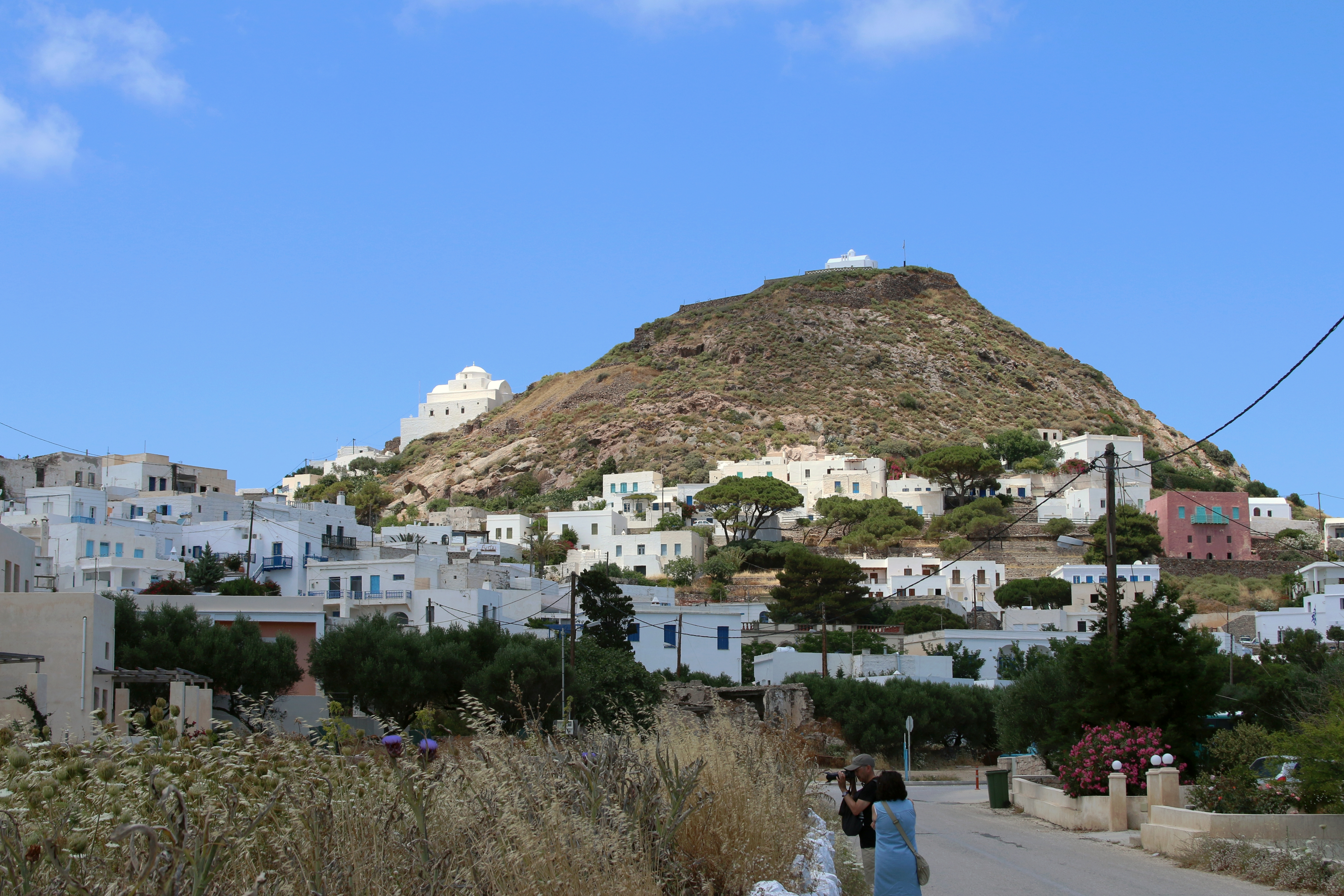
Il borgo di Plaka e il Kastro, il forte veneziano

All'indomani della Quarta Crociata (1204), il veneziano Marco Sanudo (nipote del doge Enrico Dandolo) prese il controllo di Milo e di molte altre isole delle Cicladi. Sanudo si dichiarò duca di Nasso, l'isola dove stabilì la sua capitale. Sanudo non fece del suo ducato un vassallo di Venezia, ma invece dichiarò lealtà all'imperatore latino. La dinastia di Sanudo sopravvisse a nove generazioni, poi fu succeduta dai Crispo. Entrambe le famiglie erano cattoliche. La maggior parte della popolazione invece era (ed è tuttora) greco-ortodossa. I due gruppi religiosi presto si unirono, cancellando le loro differenze. Il duca sostituì i vescovi ortodossi delle isole con i cattolici: il primo vescovo cattolico di Milo fu nominato nel 1253. Nel 1262, sotto il regno di Marco II Sanudo, Costantinopoli fu riconquistata dai Greci e l'Impero bizantino fu ristabilito sotto la guida di Michele VIII Paleologo. Nel tentativo di conquistare Costantinopoli Michele VIII Paleologo sferrò un attaccò al Ducato di Naxos inviando una flotta guidata dal suo ammiraglio Philanthropinos, usando il castello di Monemvasia. I Meli furono quindi incoraggiati a sollevarsi contro i Franchi grazie alla presenza della flotta bizantina. Essi furono guidati nella rivolta da un monaco dal nome ignoto. Essi riuscirono ad impadronirsi del castello a Plaka, scacciando i Franchi. I Veneziani però, con una flotta di sedici galere riconquistarono senza tante perdite il castello, stroncando la rivolta isolana. Nel 1323 Guglielmo I Sanudo regalò Milo al figlio minore Marco Sanudo, che divenne Signore di Milo. Dopo la sua morte salì al trono dell'isola la figlia Fiorenza I Sanudo, la Signora di Milo, l'ultima regnante della casata dei Sanudo.
| Nome               | Periodo   | Titolo           |
| ------------------ | --------- | ---------------- |
| Marco I Sanudo     | 1207-1227 | Duca di Nasso    |
| Angelo I Sanudo    | 1227-1262 | Duca di Nasso    |
| Marco II Sanudo    | 1262-1302 | Duca di Nasso    |
| Guglielmo I Sanudo | 1303-1323 | Duca di Nasso    |
| Marco I Sanudo     | 1323-1376 | Signore di Milos |
| Fiorenza I Sanudo  | 1376-1397 | Signora di Milos |

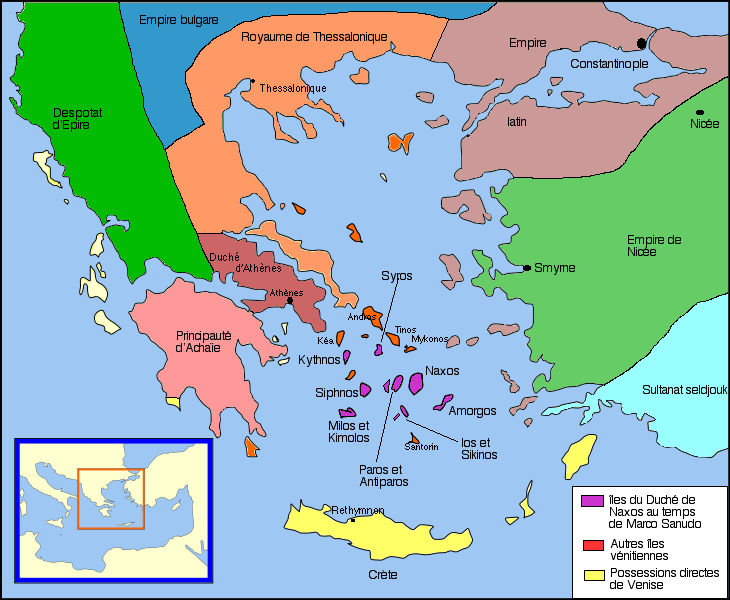
Il ducato di Naxos

Il nobile Francesco I Crispo fu inviato a Nasso per controllare la cattiva gestione del ducato da Niccolò III dalle Carceri, susseguito in seguito ad una rivolta contro la dinastia dei Sanudo nel 1383. Francesco organizzò l'assassinio di Niccolò e gli successe immediatamente con il sostegno di Venezia nel 1383; egli è il fondatore della Casa di Cristo. Francesco I, al fine di legittimare i suoi diritti alla successione del ducato, sposò la stessa Fiorenza I Sanudo, signora di Milo. Il loro figlio maggiore e successore, Giacomo I Crispo, cedette molte delle isole dell'arcipelago ai suoi fratelli più giovani; il suo secondo fratello, Giovanni II Crispo, prese il posto di Signore di Milo. Giacomo I morì nel 1418 (stesso anno in cui il Ducato di Naxos divenne vassallo di Venezia). Gli successe il suo secondo fratello Giovanni II, già Signore di Milo, anziché sua figlia; Da allora Milo non ha conosciuto un Signore indipendente ed è stata sempre governata direttamente dal ducato centrale con sede a Naxos. I duchi dell'Arcipelago e i sovrani di Milo della Casa di Cristo furono:
| Nome                      | Periodo   | Titolo                          |
| ------------------------- | --------- | ------------------------------- |
| Giacomo I Crispo          | 1397-1418 | Duca di Nasso e Signore di Milo |
| Giovanni II Crispo        | 1418-1433 | Duca di Nasso e Signore di Milo |
| Giacomo II Crispo         | 1433-1447 | Duca di Nasso                   |
| Gian Giacomo I Crispo     | 1447-1453 | Duca di Nasso                   |
| Guglielmo II Crispo       | 1453-1463 | Duca di Nasso                   |
| Francesco II Crispo       | 1463-1463 | Duca di Nasso                   |
| Giacomo III Crispo        | 1463-1480 | Duca di Nasso                   |
| Giovanni II Crispo        | 1480-1494 | Duca di Nasso                   |
| Amministrazione veneziana | 1494-1500 | -                               |
| Francesco III Crispo      | 1500-1511 | Duca di Nasso                   |
| Amministrazione veneziana | 1511-1517 | -                               |
| Giovanni IV Crispo        | 1517-1564 | Duca di Nasso                   |
| Giacomo IV Crispo         | 1564-1566 | Duca di Nasso                   |

### Le guerre per il predominio fra Venezia e l'impero ottomano

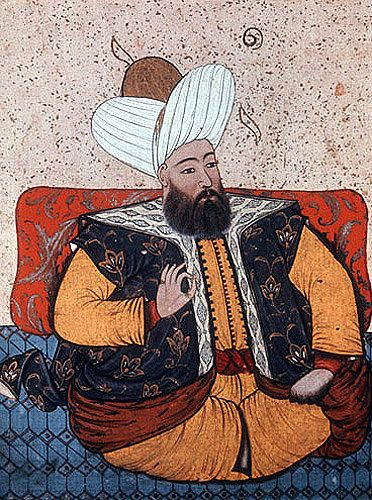
il Sultano ottomano Murad II

Il XV secolo fu segnato dall'apparizione della flotta turca nel mar Egeo, dai continui saccheggi nelle isole e dai ripetuti scontri tra i veneziani e i turchi, con brevi periodi di pace. Stava per morire il Ducato di Nasso, retto allora dalla dinastia dei Crispi. Nel 1536 infatti, sotto il regno di Giovanni IV Crispo, il famigerato Ariadeno Barbarossa saccheggiò e devasto l'intero Egeo. Questo non accade per Milo, che rimase illesa dalla sua mania distruttiva. Nel 1566 i veneziani consegnarono il Ducato di Nasso all'impero ottomano e il suo ultimo duca cattolico fuggì a Venezia. Il sultano ottomano Selim II nominò un ebreo portoghese di nome Giuseppe Nasi come duca, che governò il ducato per molti anni tramite il suo vice Francesco Coronello. Alla morte di Nasi nel 1579, gli Ottomani annettono formalmente il territorio.
Nel 1580 un corpus rappresentativo degli abitanti delle isole di Nasso, Andro, Paro, Santorini, Milo e Siro presentò al Sultano Murad II una richiesta di status privilegiato, attraverso il quale il sistema amministrativo delle isole fu trasformato radicalmente. Milo fu governata da un emissario turco, chiamato "emine", che non risiedeva nell'isola. Ciò, come nelle altre isole, rese ai Greci che abitavano le isole di sviluppare un proprio apparato amministrativo locale. I funzionari venivano eletti ogni anno con la Pasqua ortodossa ed essi si occupavano di regolare le questioni tributarie. Le famiglie più importanti dell'isola divennero i Tatarakis, gli Armenis, i Modinos e i Katakis, che usurpavano e imitavano i vecchi stemmi franchi.
Nel corso del XVII secolo Milo prosperò sia nell'ambito dell'amministrazione locale, sia nell'ambito economico, poiché i pirati erano soliti usare Milo come centro per vendere i bottini ottenuti saccheggiando. Le guerre turco-veneziane (1645-1669, 1684-1695) aumentarono la presenza della pirateria nell'Egeo e a Milo. Nel 1675 circa, un pirata di nome Kapsis si proclamò re dell'isola con l'aiuto del vescovato cattolico di Milo. Decadde ben presto, ingannato dai turchi, che lo catturarono, lo portarono a Istanbul e lo impiccarono.

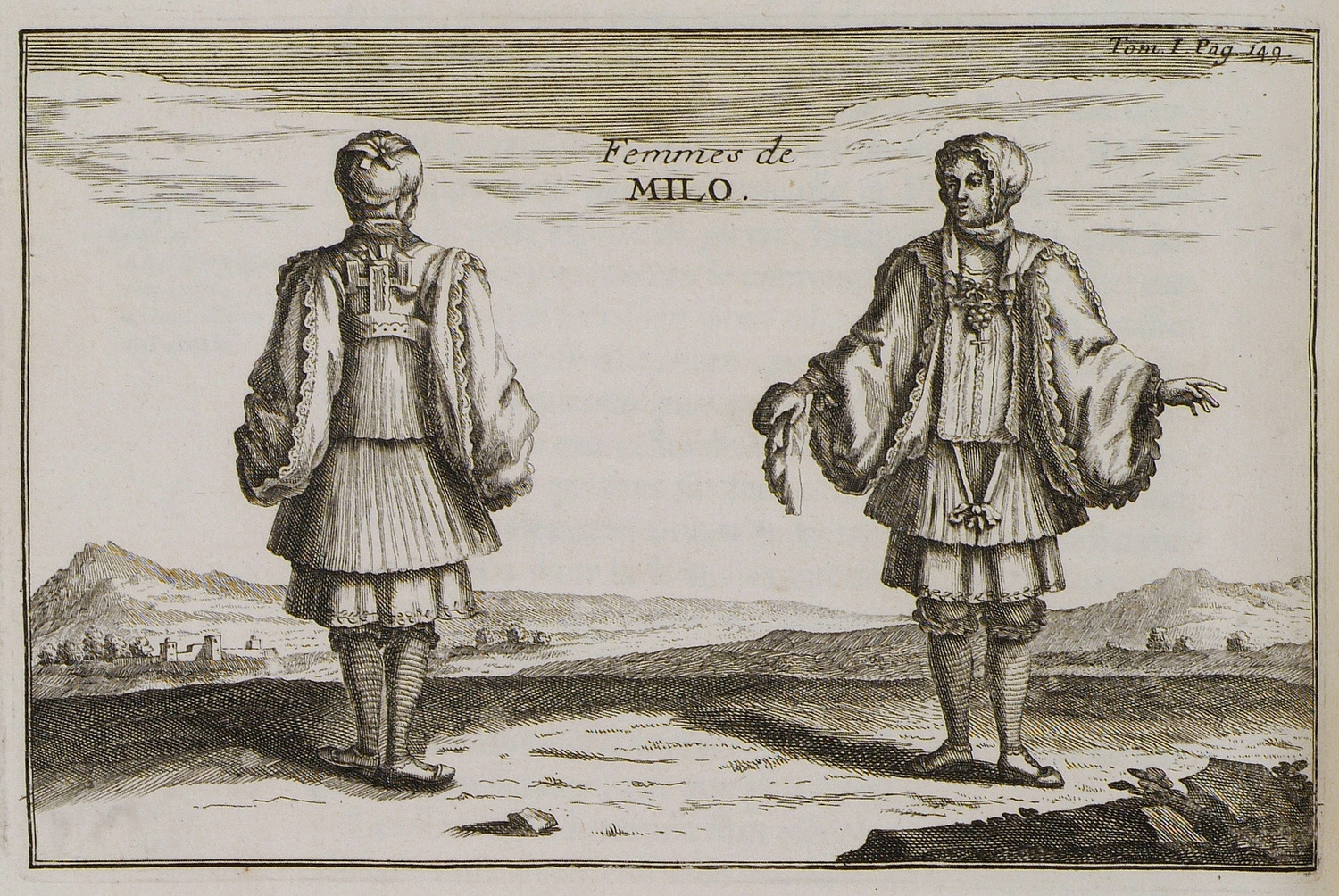
I costumi delle donne di Milo nel 1700

Le grandi quantità di merci, principalmente il prodotto della pirateria, venivano scambiate sull'isola e le somme di denaro accumulate, che erano enormi per i canoni di vita dell'epoca, consentivano agli isolani di concendere crediti alle altre comunità nelle isole dell'Egeo, di diventare azionisti delle navi mercantili e persino depositare fondi pubblici a Venezia.
All'inizio del XVIII secolo, la popolazione superò i 6 000 abitanti ed era quasi interamente greca e cristiana. L'isola fu governata adesso da un giudice o kadi turco e da un governatore o voivode turco. Il voivode era responsabile della riscossione delle tasse e dell'esecuzione delle decisioni del kadi. Le vicende quotidiane dell'isola erano gestite da tre magistrati eletti (epitropi), sebbene una qualsiasi delle loro decisioni potesse essere appellata ai kadi. L'isola aveva due vescovi: uno greco-ortodosso e uno latino-cattolico. Il vescovo greco era più ricco del suo omologo latino, poiché aveva una base di entrate più ampia.
Nel 1771 l'isola fu occupata dall'Impero russo per tre anni, poi riconquistata dagli ottomani.
Alla fine del XVIII secolo, la popolazione diminuì considerevolmente per ragioni incerte. Nel 1798 la popolazione dell'isola era scesa sotto le 500 persone. I visitatori riferirono che quasi due terzi degli edifici erano andati in rovina. La popolazione ricominciò a crescere all'inizio del XIX secolo, raggiungendo le 5 000 persone entro il 1821.

### Dall'indipendenza greca alla seconda guerra mondiale

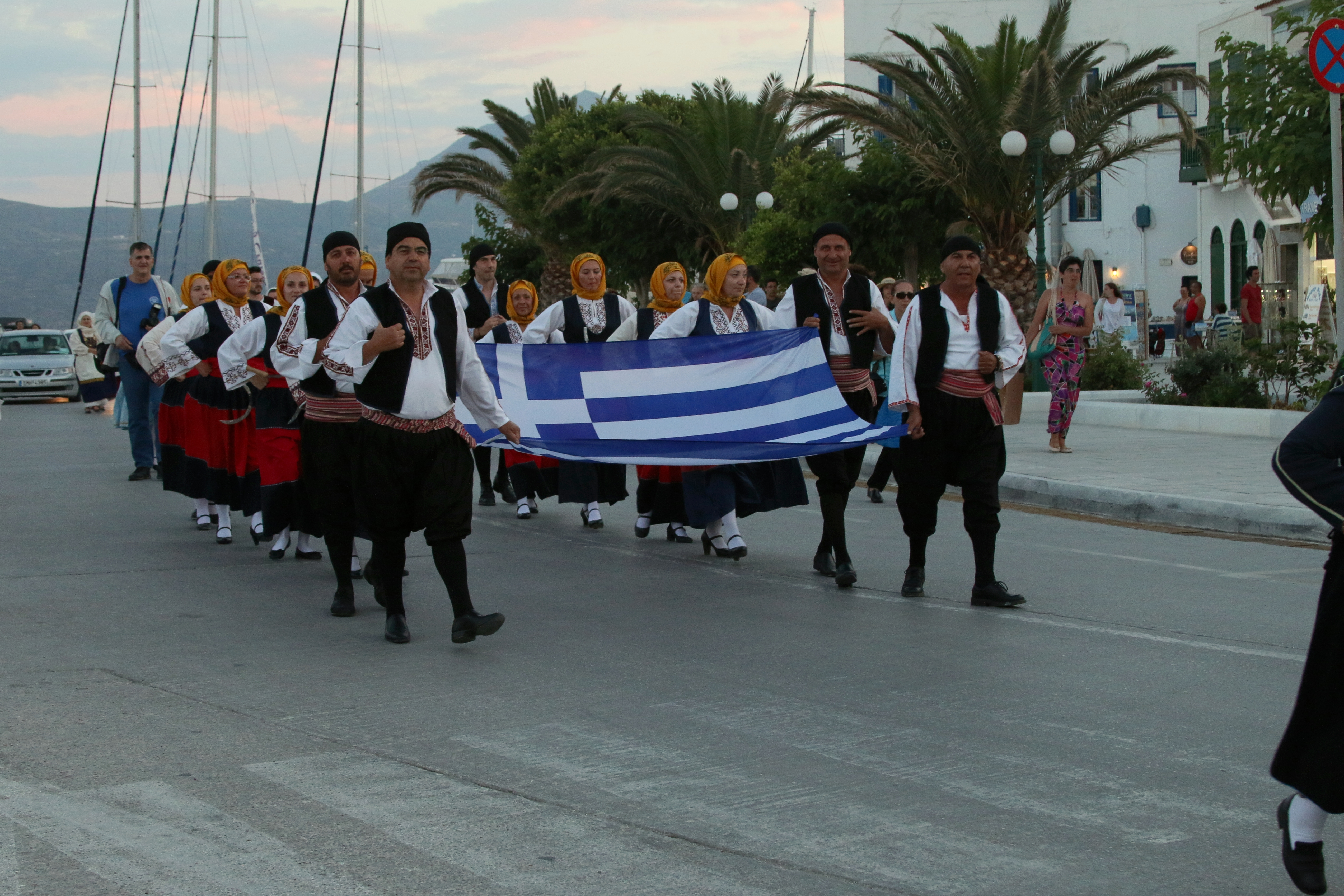
Manifestazione folcroristica ad Adamas

Milo fu una delle prime isole a unirsi alla Guerra d'indipendenza greca del 1821. Dal 1830, con il protocollo di Londra, Milo, insieme alle altre isole delle Cicladi, fu incluso nello stato greco di nuova formazione.
Durante il diciannovesimo e l'inizio del ventesimo secolo, Milo fu un importante punto d'incontro per le navi americane e britanniche e francesi che combattevano i pirati musulmani nel Mediterraneo. L'isola ha fornito rifugio a molti rifugiati, dopo la catastrofe dell'Asia minore nel 1922. Questo fu una delle cause che portarono al picco della popolazione dell'isola nel 1928 con 6 562 persone.
Il 9 maggio 1941 fu imposta l'occupazione tedesca dell'isola, ad eccezione delle altre isole delle Cicladi, che erano state incluse nella zona di occupazione italiana. Domenica 21 febbraio 1943, gli aerei inglesi affondarono la nave da carico "Artemis", carica di carburante. Greci e tedeschi morirono tragicamente sulla nave. Le botti arrivarono sulla spiaggia di Achivadolimni e alcuni meli andarono a prendere il loro contenuto, pensando che contenessero olio. I tedeschi li arrestarono e ne selezionarono quattordici civili maschi, il che portò all'esecuzione degli stessi il 26 febbraio, per ordine del comandante Kawelmacher. I tedeschi avevano fatto molte fortificazioni: a Trachilas, a Castro, ad Areti, a Provatas, a Topakas, a Korfos, a Bombarda e a Nychia. Oggi, i resti di queste opere sono ben conservati.  Il grande rifugio di Adamas è stato trasformato in un acquedotto inaccessibile ai visitatori. È stato restaurato negli ultimi anni ed è aperto al pubblico. I Meli resistettero eroicamente all'invasione tedesca e rialzarono la bandiera greca sulla loro isola il 9 maggio 1945. Molti abitanti lasciarono l'isola a causa della durezza delle condizioni di vita e si trasferirono ad Atene e negli Stati Uniti. Tuttavia, con la comparsa del turismo, Milo e i suoi abitanti hanno subito un rapido sviluppo.
Nel corso del XX secolo, Milo era a volte un luogo di esilio per gli esponenti della sinistra e del Partito Comunista greco. In effetti, durante la dittatura di Ioannis Metaxas, molti democratici dissidenti, come Alexandros Svolos, furono esiliati proprio sull'isola.

## Amministrazione
Il comune omonimo comprende, oltre a Milo, anche le isole disabitate di Antimilo e Akradies, con una popolazione di 4 771 abitanti al censimento 2001.

### Sindaci (dal 1987 ad oggi)
| N° | Nome                     | Periodo del mandato | Partito |
| -- | ------------------------ | ------------------- | ------- |
| 1  | Ilias Moraitis           | 1987-1990           |         |
| 2  | Costantinos Psaromiligos | 1991-1998           |         |
| 3  | Dimitrios Pathas         | 1999-2002           |         |
| 4  | Georgios Tsainis         | 2003-2010           |         |
| 5  | Gerasimos Damoulakis     | 2011-2019           |         |
| 6  | Emmanouil Mikelis        | 2019-oggi           |         |

## Economia

### Turismo

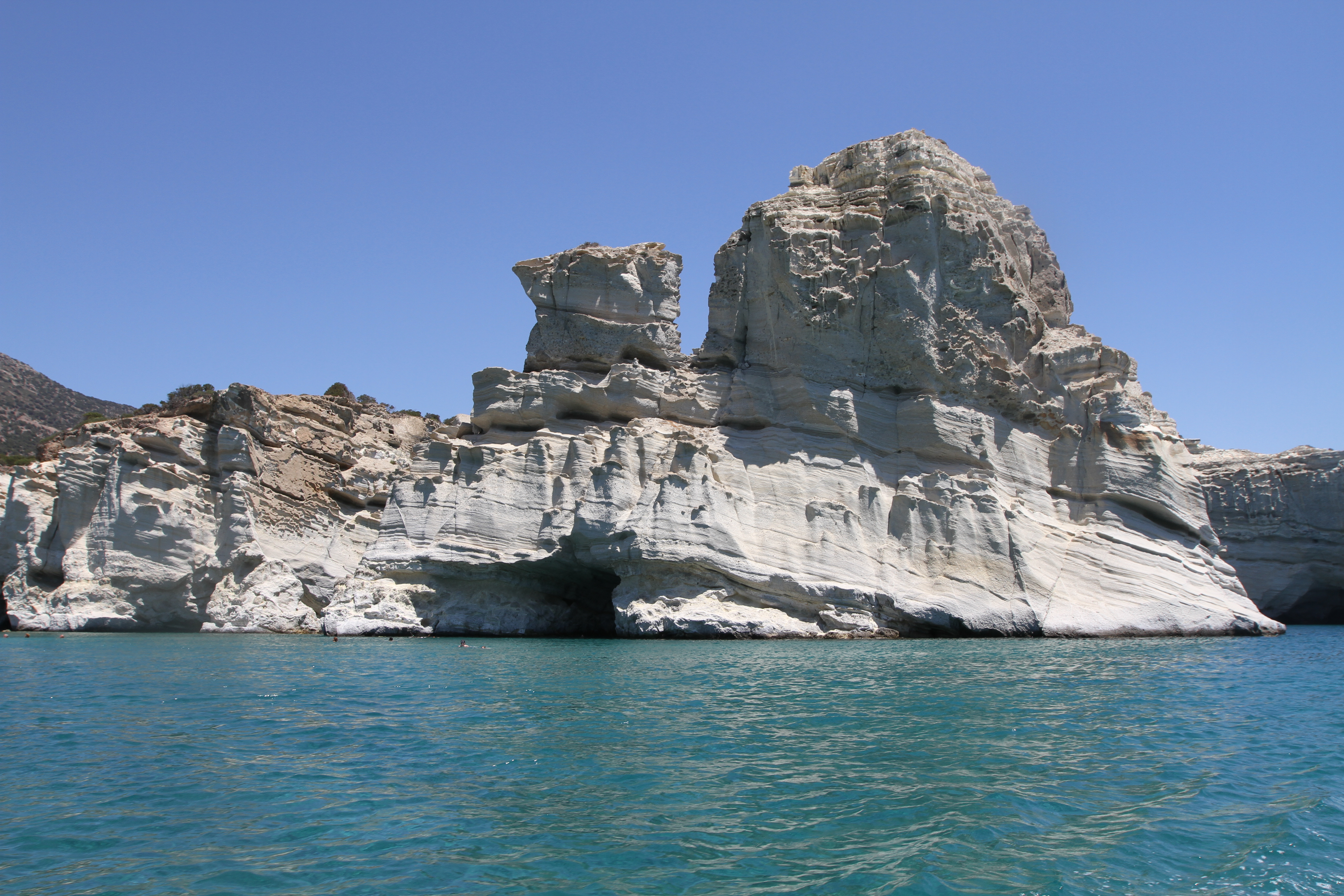
Le scogliere di Kleftiko

Nei primi anni 2000 anche Milo è stata raggiunta dal turismo di massa, attratto da un'ospitalità sempre più organizzata, oltre che dall'unicità di oltre 70 spiagge, differenti per dimensione, attrezzatura, conformazione e accessibilità. L'azienda turistica locale ha infatti pubblicizzato molto l'isola, che rispetto agli anni precedenti è ora più facilmente raggiungibile in tempi brevi dal Pireo con traghetti veloci.
Esiste inoltre un piccolo aeroporto, collegato solo con Atene. 
L'isola, a causa della sua origine vulcanica, mostra una straordinaria morfologia geologica (alcune miniere sono ancora attive, soprattutto nella parte ad Est dell'isola; altre sono state chiuse negli anni passati, data la ricchezza di minerali  quali zolfo, manganese, perlite, ossidiana, caolino, argento, bentonite, estratti nell'isola già dal 7000 a.C.), che dà luogo a sorgenti calde e rocce multicolori, litorali "lunari" ed una autenticità non ancora del tutto asservita al turismo di massa.
Nella parte nord-orientale dell'isola le strade sono per la maggior parte asfaltate, le restanti comunque hanno una buona percorribilità. In particolare, a sud di Pollonia esiste una fitta ragnatela di strade bianche o in terra battuta che portano ai vari stabilimenti minerari e all'interno dell'isola. Diversa è la situazione nella più selvaggia parte occidentale, dove le strade non asfaltate sono sovente sconnesse e le miniere abbandonate.